# Ботропс
Ботропс (Bothrops) — рід отруйних змій родини гадюкових. Має 49 видів. Інша назва «американські списоголові змії».

## Опис
Загальна довжина представників цього роду коливається від 70 см до 2,5 м. Голова невелика, витягнута з загостреним ростральним щитком. Тулуб стрункий, кремезний. Верхньогубних щитків — 7—9, черевних щитків — 139—240. По середині тулуба проходить 21—29 рядків луски. Забарвлення здебільшого коричневе, сіре, зеленувате.

## Спосіб життя
Полюбляють низини, гірські ліси, прибережні рівнини. Зустрічаються на висоті до 2500 м над рівнем моря. Активні вночі, лише деякі вдень й лише у дощову погоду. Харчуються гризунами, ящірками, земноводними.
Отрута досить небезпечна, хоча смертність невелика (7 %). Здебільшого це неагресивні змії.
Це яйцеживородні змії.

## Розповсюдження
Мешкають у Центральній та Південній Америці, а також на островах Карибського басейну.

## Види
- Bothrops alcatraz (Marques, Martins & Sazima, 2002)
- Bothrops alternatus (Duméril, Bibron & Duméril, 1854)
- Bothrops ammodytoides (Leybold, 1873)
- Bothrops asper (Garman, 1883)
- Bothrops atrox (Linnaeus, 1758)
- Bothrops ayerbei Folleco-Fernández, 2010
- Bothrops barnetti Parker, 1938
- Bothrops bilineatus (Wied, 1825)
- Bothrops brazili Amaral, 1923
- Bothrops caribbaeus (Garman, 1887)
- Bothrops chloromelas (Boulenger, 1912)
- Bothrops cotiara (Gomes, 1913)
- Bothrops diporus (Cope, 1862)
- Bothrops erythromelas (Amaral, 1923)
- Bothrops fonsecai (Hoge & Belluomini, 1959)
- Bothrops germanoi Barbo, Booker, Duarte, Chaluppe, Portes-Junior, Franco & Grazziotin, 2022
- Bothrops insularis (Amaral, 1921)
- Bothrops itapetiningae (Boulenger, 1907)
- Bothrops jabrensis Barbo, Grazziotin, Pereira-Filho, Freitas, Abrantes & Kokubum, 2022
- Bothrops jararaca (Wied, 1824)
- Bothrops jararacussu Lacerda, 1884
- Bothrops jonathani (Harvey, 1994)
- Bothrops lanceolatus (Bonnaterre, 1790)
- Bothrops leucurus Wagler, 1824
- Bothrops lojanus Parker, 1930
- Bothrops lutzi (Miranda-Ribeiro, 1915)
- Bothrops marajoensis Hoge, 1966
- Bothrops marmoratus Da Silva & Rodrigues, 2008
- Bothrops matogrossensis (Amaral, 1925)
- Bothrops medusa (Sternfeld, 1920)
- Bothrops monsignifer Timms, Chaparro, Venegas, Salazar-Valenzuela, Scrocchi, Cuevas, Leynaud & Carrasco, 2019
- Bothrops moojeni Hoge, 1966
- Bothrops muriciensis Ferrarezzi & Freire, 2001
- Bothrops neuwiedi (Wagler, 1824)
- Bothrops oligobalius Dal Vechio, Prates, Grazziotin, Graboski & Rodrigues, 2021
- Bothrops oligolepis (Werner, 1901)
- Bothrops osbornei Freire-Lascano, 1991
- Bothrops otavioi Barbo, Grazziotin, Sazima, Martins & Sawaya, 2012
- Bothrops pauloensis (Amaral, 1925)
- Bothrops pictus (Tschudi, 1845)
- Bothrops pirajai Amaral, 1923
- Bothrops pubescens (Cope, 1870)
- Bothrops pulchra (Peters, 1862)
- Bothrops punctatus (Garcia, 1896)
- Bothrops rhombeatus (Garcia, 1896)
- Bothrops sanctaecrucis Hoge, 1966
- Bothrops sazimai Barbo, Gasparini, Almeida, Zaher, Grazziotin, Gusmão, Ferrarini & Sawaya, 2016
- Bothrops sonene Carrasco, Grazziotin, Cruz-Farfán, Koch, Ochoa, Scrocchi, Leynaud & Chaparro, 2019
- Bothrops taeniatus Wagler, 1824
- Bothrops venezuelensis Sandner-Montilla, 1952